# Companyia Danesa de les Índies Occidentals
La Companyia Danesa de les Índies Occidentals (danès: Vestindisk kompagni) o Companyia Danesa de les Índies Occidentals i Guinea (Det Vestindisk-Guineisk kompagni) fou una empresa danesa-noruega amb carta reial que va explotar colònies en les Índies Occidentals Daneses.
El març de 1659 es va fundar la Companyia Danesa d'Àfrica a Glückstadt obra del finlandès d'origen i suec de nacionalitat Hendrik Carloff, dos holandesos Isaac Coymans i Nicolaes Pancras i dos comerciants alemanys, Vincent Klingenberg i Jacob del Boe. El seu mandat comercial incloia la Costa d'Or Danesa a la regió de la Costa d'Or. El 1671 la Companyia Danesa d'Àfrica va ser incorporada a la Companyia Danesa de les Índies Occidentals que havia estat fundada el 20 de novembre de 1670, i va rebre formalment carta reial de Cristià V de Dinamarca l'11 de març de 1671.
Els danesos es van establir a St. Thomas (Antilles, illes Verges) el 1668. La primera colonització reeixida de Sankt Thomas va emprar vaixells de la flota reial danesa-noruega, el iot Den forgyldte Krone i la fragata Færøe (el nom correspon a les illes, però sovint erròniament s'ha traduït com "Faraó"), però la companyia aviat va començar a emprar vaixells propis, mentre ocasionalment confiava en l'armada reial per escortes i protecció. El 30 d'agost de 1680 va modificar el nom a Companyia Danesa de les Índies Occidentals i Guinea. Al principi, l'empresa va tenir dificultats per obtenir beneficis, però finalment va començar a augmentar ingressos imposant impostos i taxes a totes les exportacions colonials a Copenhaguen. L'illa de St. John va ser adquirida definitivament el 1718 (estava disputada amb Anglaterra des de 1683) i St. Croix va ser comprada el 1733 a la Companyia Francesa de les Índies Occidentals.
En els segles XVII i XVIII, l'empresa va florir en les rutes comercials triangulars del Atlàntic nord. Esclaus de la Costa d'Or d'Àfrica van ser comerciats a canvi de molasses i rom a les Índies Occidentals. L'empresa va administrar les colònies fins al 1754, quan la cambra d'Impostos del govern danès " en van agafar control, passant a propietat del rei Frederic V i esdevenint colònia reial. De 1760 a 1848, el cos de govern fou conegut com a Vestindisk-guineiske rente- og generaltoldkammer. Això va comportar l'establiment per breu temps de la Det Guineiske kompagni via resolució Reial de 18 de març de 1765, per mantenir el comerç amb les colònies de Costa d'Or Danesa. El novembre de 1765 van rebre els forts de Christiansborg i Fredensborg per 20 anys. L'empresa, tanmateix, mai va gaudir d'un monopoli de comerç com la Companyia Neerlandesa de les Índies Occidentals i la competència pel comerç va existir entre empreses daneses, noruegues, del Schleswig i del Holstein.
La companyia va fer fallida i fou liquidada el 22 de novembre de 1776. En anticipació d'aquest fet el govern dano-noruec va agafar control dels forts de la Costa d'Or l'agost/setembre del 1775.

## Vaixells de la Companyia
- Charlotte Amelie (1680s)
- Den Unge Tobias (Young Tobias, 1687)
- Røde Hane (Red Cock, 1687)
- Maria (1687)
- Pelicanen (Pelican)
- Unity (1700s)